# Повіт Камо (Ґіфу)
Пові́т Камо́ (яп. 加茂郡, かもぐん, МФА: [kamo guɴ]) — повіт у префектурі Ґіфу, Японія.